# Dinastía Pahlaví

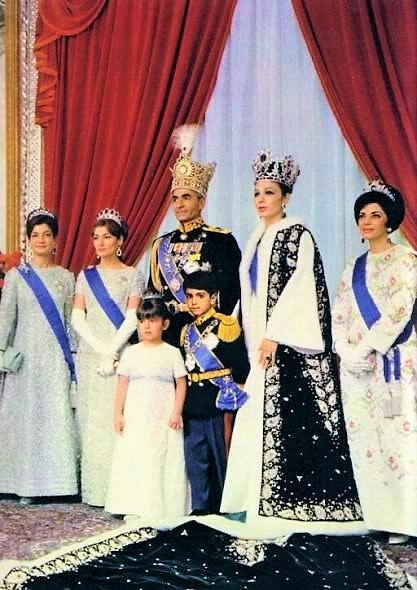
Coronación de Mohammad Reza Pahlaví.

El Estado Imperial de Irán, conocido oficialmente en Occidente como Estado Imperial de Persia hasta 1935, y comúnmente conocido como Irán Pahlaví, era el Estado iraní bajo el gobierno de la dinastía Pahlaví. La dinastía Pahlavi fue creada en 1925 y duró hasta 1979, cuando fue derrocada como parte de la Revolución iraní, que puso fin a la monarquía continua de Irán y estableció la actual República Islámica de Irán.
Los Pahlaví llegaron al poder en 1925 con la ascensión al trono de Reza Shah, un ex general de brigada de la Brigada Cosaca Persa, y el derrocamiento de Ahmad Shah Qayar, el último gobernante iraní bajo la dinastía kayar. La Majlis de Irán, reunida como asamblea constituyente el 12 de diciembre de 1925, depuso al joven Ahmad Shah Qayar y declaró a Reza Shah como el nuevo sah del Estado Imperial de Persia. En 1935, Reza Sah pidió a los delegados extranjeros que utilizaran el endónimo Irán en lugar del exónimo Persia cuando se dirigieran al país en la correspondencia formal.
Reza Shah, quien se mostró incapaz de detener las invasiones a la soberanía iraní por parte del Reino Unido y la Unión Soviética, los Aliados de la Segunda Guerra Mundial, vio su posición extremadamente debilitada por un golpe militar y fue formalmente removido del poder en 1941 por el parlamento mientras estaba en Francia después de la invasión anglosoviética de Irán.

## Historia

### Reinado de Reza Pahlaví (1925-1941)
En 1925 fue depuesto oficialmente el ausente sah Ahmad Shah, con lo que acaba la dinastía kayar y asciende al trono Reza Jan, que escogió como nombre Reza Pahlaví y funda la dinastía Pahlaví. Ese mismo año se inicia la construcción de una vía férrea entre el golfo Pérsico y el mar Caspio financiada por un impuesto sobre el té y el azúcar. En 1927 se funda el Bank-e Melli-e Irán (Banco central) que al año siguiente sustituye al británico Banco Imperial de Persia como único emisor de papel moneda del país. En octubre de 1927 se crea una compañía de pesca entre Irán y la Unión Soviética por un periodo de 25 años. En 1932 se cancela la concesión petrolera a D´Arcy, siendo renovada al año siguiente al firmarse un nuevo pacto.
En 1937 se firma un pacto de no agresión y amistad llamado Sa'dabad con Turquía, Irak y Afganistán.
El sah Reza empleó gran cantidad de ingenieros y técnicos alemanes y austriacos en su intento de modernizar la industria. Al estallar la Segunda Guerra Mundial, Irán se declaró neutral, temiendo sabotajes. Gran Bretaña y la Unión Soviética pidieron la expulsión de los técnicos enemigos. Al no adoptar tales medidas el Gobierno persa, ambos países invadieron simultáneamente Irán, y tras una corta resistencia, el sah Reza abdicó en su primogénito Mohammad en septiembre de 1941.

### Reinado de Mohammad Reza Pahlaví (1941-1979)
El nuevo monarca Mohammad Reza Pahlaví nombró primer ministro a Mohammad Alí Forughí y expulsó a los técnicos alemanes y austriacos. El 9 de enero de 1942 se firmó la Alianza tripartita, por la cual las tropas extranjeras se retirarían en seis meses, pero tendrían acceso total al país. Como parte del acuerdo se tenía que reforzar el ejército, por lo que se pidió ayuda a Estados Unidos. Irán declaró la guerra a Alemania el 9 de septiembre de 1943, en diciembre tuvo lugar la Conferencia de Teherán entre Winston Churchill, Franklin D. Roosevelt y Iósif Stalin, que acordaron dar apoyo económico y mantener intacto Irán. 
En otoño de 1945 la Unión Soviética se negó a evacuar sus tropas de Azerbaiyán, donde el partido comunista Tudeh mantenía una república con gobierno propio. Debido a la influencia del Tudeh se declaró una huelga general en la refinería de Abadán, de la Anglo-Iranian Oil Company (anteriormente Anglo-Persian Oil Company). El gobierno se mantuvo firme y en octubre de 1946 caía Azerbaiyán. En enero de 1948 se suspendió la ley marcial tras siete años de aplicación. El 4 de febrero de 1949 se prohibió el Tudeh tras sufrir un atentado el sah.
En julio se reúnen el Parlamento y el Senado y se aprueba un plan de desarrollo de la economía financiado por la Anglo-Iranian Oil Company (AIOC). El general Alí Razmará ocupa el cargo de primer ministro y trata de ratificar el acuerdo petrolífero, siendo rechazado por algunos diputados dirigidos por Mohammad Mosaddeq, que pedían la nacionalización de la industria del petróleo. Razmará declaró imposible la nacionalización, siendo asesinado a los cuatro días. Su sucesor fue Hoséin Alí quien tuvo que dimitir por la presión popular y se nombró primer ministro a Mosaddeq. El 1° de mayo de 1951 se aprobó la nacionalización del petróleo, pero el boicot británico al petróleo iraní afecta gravemente a la economía. Se producen disturbios en Abadán y otros campos petrolíferos promovidos por el Tudeh.
En junio de 1951 la AIOC suspendió sus operaciones y evacuó a su personal. En julio de 1952 Mohammad Mosaddeq solicitó poderes especiales. Tras negarse el sah, dimitió y fue sustituido por Qavvam as-Saltané, pero el sah cede tras graves disturbios y le devuelve el cargo a Mosaddeq. A principios de 1953 el Parlamento y el Senado dan plenos poderes a Mosaddeq, tras ver su poder recortado, y ante los rumores de que se proclamará la república, el sah se va a Roma, allí destituye a Mosaddeq y nombra primer ministro al General Fazlollah Zahedí. Mosaddeq se niega a abandonar el cargo, es depuesto y detenido tras una semana de combates y de manifestaciones de apoyo al sah organizadas por la Agencia Central de Inteligencia.
Zahedí asume el poder el 19 de agosto y el sah vuelve triunfante, se reanudan las relaciones diplomáticas con Gran Bretaña, rotas por Mosaddeq el año anterior, y en 1954 se llegó a un acuerdo con la AIOC (renombrada como British Petroleum) que se convirtió en un consorcio eminentemente iraní. En abril de 1955 dimitió Zahedí y fue sustituido por Hoséin Alí. Se sucedieron los políticos en el cargo hasta el nombramiento en enero de 1965 de Amir Abbás Hoveidá, pero el auténtico gobernante es el sah que inicia una serie de reformas moderadas. La más importante es la agraria que convierte Irán en una nación de capitalismo de estado. En las elecciones de 1967 gana el partido gubernamental "Nuevo Irán" por mayoría absoluta, el 26 de octubre el sah y su esposa se proclaman emperadores. Mientras en el interior el sah celebra los 2500 años de la fundación del Imperio persa de Ciro II el Grande, en el exterior se acentúa su dependencia de los Estados Unidos y ocupa las islas de Abu Musa, Tumb Mayor y Menor en noviembre de 1971 pese a la oposición de los Emiratos Árabes Unidos e Irak, con quien tuvo luchas fronterizas (febrero-marzo de 1973 y marzo de 1974) hasta la firma del Tratado de Argel el 6 de marzo de 1975. Tropas iraníes lucharon en Omán contra los guerrilleros de Dhofar entre 1973 y 1977. 

En marzo de 1975 se disuelven todos los partidos políticos y se crea el partido único "Resurgimiento de Irán", una fuerte represión impide toda oposición. La represión está liderada por la Organización de Seguridad e Información de Irán (SAVAK), en este contexto surgen varios grupos de guerrilla urbana en el país. En 1976 la Comisión Internacional de Juristas y Amnistía Internacional acusan a la SAVAK de mantener un régimen de terror. El 6 de agosto de 1977 Hoveida es reemplazado por Yamshid Amuzegar como primer ministro. 

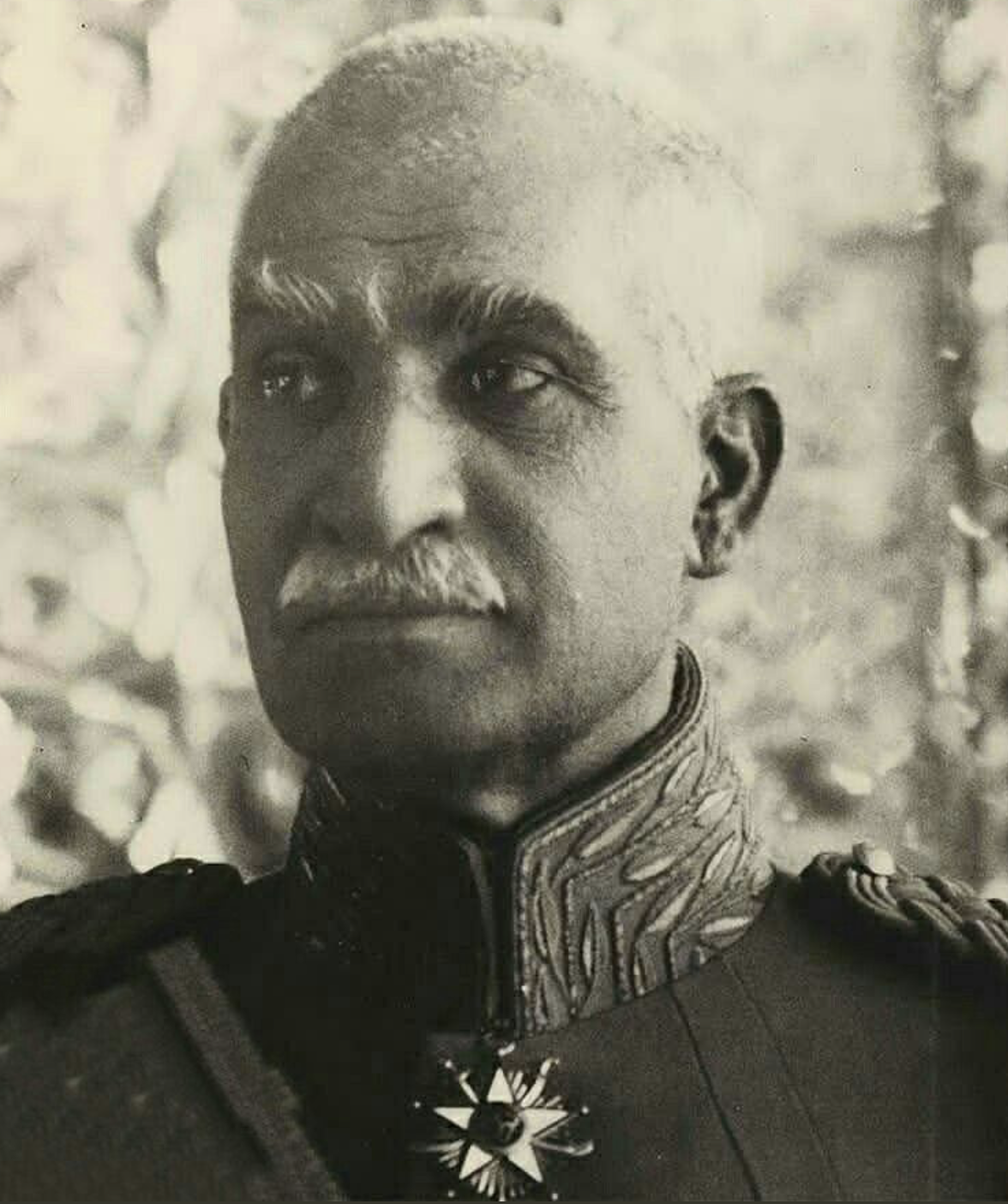
Reza Sah, fundador de la dinastía.

El clima de protestas se extiende por todo el país y en el verano de 1978 se producen graves incidentes en Teherán y otras ciudades que provocan cientos de muertos al enfrentarse a las fuerzas armadas. Ante esta situación, Amuzegar es sustituido por Yaafar Sharif Emamí el 27 de agosto de 1978. El 8 de septiembre se proclama la ley marcial y se acepta la dimisión de Hoveida como ministro el 10 de septiembre. El gobierno fracasa y la situación se agrava y se crea un gobierno militar encabezado por el general Reza Azharí, que trata de luchar contra la corrupción y la oposición. Su fracaso obliga al sah a reemplazarlo por un gobierno civil dirigido por Shapur Bajtiar y luego ir al exilio en enero de 1979. 
El regreso de Jomeini el 1 de febrero aceleró la desintegración del gobierno y del Consejo de Regencia (órgano de legalidad de la monarquía creado por el sah antes de ir al exilio), y el 12 de febrero es derrotada la Guardia Imperial y se someten las fuerzas armadas completando el triunfo de la revolución y el final de la dinastía Pahlaví.